# Clypeobarbus hypsolepis
Clypeobarbus hypsolepis es una especie de peces de la familia Cyprinidae, orden Cypriniformes.
Son peces dulceacuícolas del río Níger y su delta, en Nigeria, que pueden llegar alcanzar los 3,3 cm de longitud total y los 3 g de peso.